# Département de Figueroa
Le département de Figueroa est une des 27 subdivisions de la province de Santiago del Estero, en Argentine. Son chef-lieu est la ville de La Cañada.
Le département a une superficie de 6 695 km2. Sa population s'élevait à 17 495 habitants en 2001.

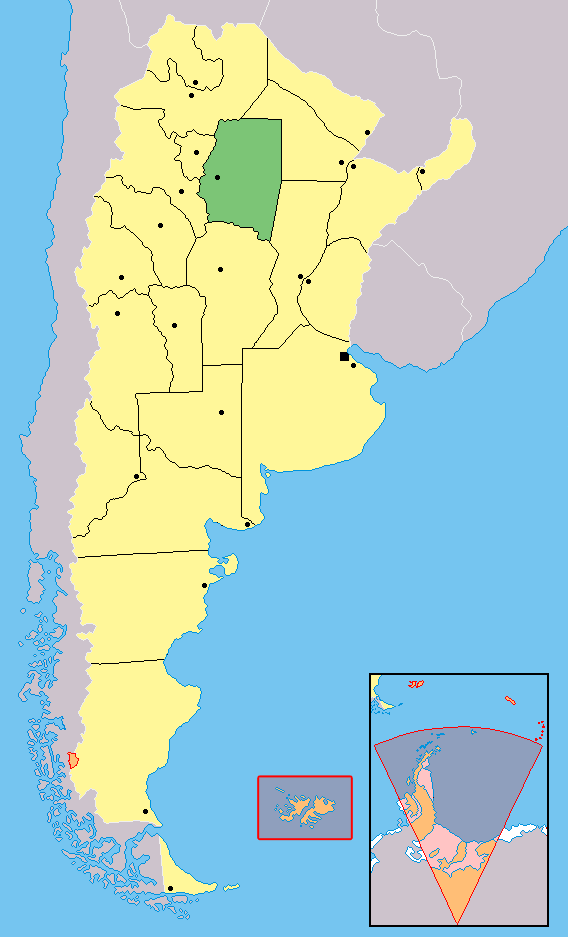
Localisation de la province de Santiago del Estero en Argentine